# Radio PTT
Radio Paris PTT était une station de radio généraliste française, radio d'État émettant du 20 janvier 1923 au 17 juin 1940, avec des programmes culturels.
Elle a été connue sous plusieurs noms dont l'officiel était « Station de l'École Supérieure des PTT ». Elle émet sur ondes moyennes un programme assez austère. Elle est la deuxième radio d'État à Paris après celle de la Tour Eiffel et avant la nationalisation de Radio Paris. Son émetteur quitte en 1935 le toit de l'École Supérieure des PTT pour être transféré à Villebon-sur-Yvette en région parisienne. De grands speakers ou journalistes comme Alex Surchamp, Pierre Brossolette, Georges Lion, Jean Toscane ou Jean Antoine, y feront leurs débuts. La radio se saborde à la suite de l'arrivée des Allemands à Paris.

## Pour approfondir